# Volker Lange (Mediziner)
Volker Lange (*  1946 in Kiel) ist ein deutscher Arzt und Professor sowie Leiter des Zentrums für Adipositas und Metabolische Chirurgie am Berliner Vivantes Klinikum Spandau.

## Werdegang
Im Jahre 1967 begann er ein Studium der Humanmedizin in Hamburg, Heidelberg und Lübeck und schloss es 1973 mit dem Staatsexamen und Promotion zum Dr. med. in Lübeck ab.
Von 1973 bis 1974 war Lange Medizinalassistent in der Anästhesie, Gastroenterologie und Chirurgie in Lübeck. Danach war er von 1974 bis 1975 Assistenzarzt Chirurgie im Franziskushospital Münster, dann von 1976 bis 1985 Assistenzarzt der Chirurgie der Universität Lübeck. Lange wurde 1981 Facharzt für Chirurgie. Facharzt für Unfallchirurgie wurde er 1985, dann 1989 Facharzt für Gefäßchirurgie. Von 1985 bis 1989 war er Oberarzt für Chirurgie an der Universität Lübeck.
Im Jahre 1989 erfolgte seine Habilitation für das Fach Chirurgie in der Universität Lübeck. Von 1989 bis 1993 arbeitete er als Leitender Oberarzt an der Ludwig-Maximilian-Universität München-Großhadern. Er führte dort 1990 die Minimalinvasive Chirurgie ein. Anschließend wechselte er 1993 an die Schlosspark-Klinik Berlin und war dort als Nachfolger von Modjtaba Nasseri Chefarzt bis 2007 der Chirurgie.
Lange wurde 1997 zum Apl. Professor für Chirurgie in der Humboldt-Universität zu Berlin ernannt. Im Vivantes Klinikum Berlin Spandau ist Lange seit 2011 Leiter des Zentrums für Adipositas- und Metabolische Chirurgie.
In den Jahren 1995 bis 1999 war er Gastprofessor für Chirurgie in Corrientes in Argentinien. In den Jahren 2007 bis 2012 entwickelte er die Kooperation für Laparoskopische Chirurgie mit dem Noor-Hospital in Bahrein.

## Mitgliedschaften
- Deutsche Gesellschaft für Chirurgie
- Deutsche Gesellschaft für Viszeralchirurgie
- Vereinigung Nordwestdeutscher Chirurgen
- Berliner Chirurgische Gesellschaft, Präsident 2005
- Chirurgische Arbeitsgemeinschaft für Adipositastherapie
- International Federation for the Surgery of Obesity and metabolic disorders (IFSO)
- International Endohernia Society
- Deutsche Gesellschaft für Chirurgie der Adipositas
- European Association of Endoscopic Surgeons
- Berufsverband der Deutschen Chirurgen
- Deutsche Gesellschaft für Fußchirurgie
- Deutsche Gesellschaft für Stoffwechsel- und Verdauungskrankheiten

## Publikationen
Lange schrieb 25 Bücher.